# Che cosa c'è di strano?
Che cosa c'è di strano? è un album di Gennaro Cosmo Parlato pubblicato nel 2005.

## Descrizione
In esso sono contenute cover di alcuni celebri brani della musica italiana pubblicati negli anni 1980, ma completamente reinventati nell'arrangiamento, che si ispira al gusto rétro dei tanghi argentini, del sirtaki e dei balli caraibici.

## Tracce
1. Cicale – 1:20
2. Maledetta primavera – 2:51
3. Donatella – 3:45
4. Fotoromanza – 3:42
5. Sarà perché ti amo – 2:06
6. Non voglio mica la luna/Fatti più in là – 3:11
7. L'estate sta finendo – 3:38
8. Messaggio – 2:55
9. Non succederà più – 3:15
10. A lei/Lady Anima – 1:57
11. Ti sento – 3:14
12. Caffè nero bollente – 4:06
13. Polvere – 2:23
14. Comprami – 3:43
15. Ninna nanna – 5:17
16. Ballo ballo – 0:57